# Fria patriotiska fronten
Fria patriotiska fronten (arabiska التيار الوطني الحر, at-Tayyār al-Waṭanī al-Horr) är ett libanesiskt parti. Partiet är grundat av landets dåvarande president Michel Aoun och har varit populärt bland kristna väljare.
Till partiets ideologi hör bland annat nationalism och liberalkonservatism.
I valet 2018 fick partiet 18 representanter till parlamentet.